# St. Albans (Virgínia de l'Oest)
St. Albans és una població dels Estats Units a l'estat de Virgínia de l'Oest. Segons el cens del 2000 tenia 11.567 habitants.

## Demografia
Segons el cens del 2000, St. Albans tenia 11.567 habitants, 5.185 habitatges, i 3.390 famílies. La densitat de població era de 1.233,7 habitants per km².
Dels 5.185 habitatges en un 23,5% hi vivien nens de menys de 18 anys, en un 51,6% hi vivien parelles casades, en un 10,6% dones solteres, i en un 34,6% no eren unitats familiars. En el 31,4% dels habitatges hi vivien persones soles el 17,1% de les quals corresponia a persones de 65 anys o més que vivien soles. El nombre mitjà de persones vivint en cada habitatge era de 2,21 i el nombre mitjà de persones que vivien en cada família era de 2,75.
Per edats la població es repartia de la següent manera: un 19,2% tenia menys de 18 anys, un 6,8% entre 18 i 24, un 25,2% entre 25 i 44, un 25,2% de 45 a 60 i un 23,6% 65 anys o més.
L'edat mediana era de 44 anys. Per cada 100 dones de 18 o més anys hi havia 81,5 homes.
La renda mediana per habitatge era de 37.130 $ i la renda mediana per família de 47.913 $. Els homes tenien una renda mediana de 35.978 $ mentre que les dones 25.030 $. La renda per capita de la població era de 19.806 $. Entorn del 4,9% de les famílies i el 8,2% de la població estaven per davall del llindar de pobresa.